# Paul Milgrom
Paul Robert Milgrom (Detroit, 20 aprile 1948) è un economista statunitense.
Esperto di teoria dei giochi, in particolare di teoria delle aste e strategie di prezzo, è stato insignito del Premio Nobel per l'economia nel 2020, insieme a Robert B. Wilson, per "aver migliorato la teoria delle aste e inventato nuovi formati di assegnazione" Inoltre è professore di scienze umanistiche alla Stanford University, posizione che ricopre dal 1987.
È il co-creatore del teorema no-trade con Nancy Stokey. È co-fondatore di diverse società, la più recente delle quali, Auctionomics, fornisce software e servizi per aste e scambi commerciali.

## Biografia
Paul Milgrom è nato a Detroit, Michigan, nell'aprile 1948, secondo di quattro figli di genitori ebrei, Abraham Isaac Milgrom e Anne Lillian Finkelstein. La sua famiglia si trasferì a Oak Park, sempre nel Michigan, e Milgrom frequentò la Dewey School e poi la Oak Park High School.
Milgrom si è laureato presso l'Università del Michigan nel 1970 in matematica. Ha lavorato come attuario per diversi anni a San Francisco presso la Metropolitan Insurance Company e poi presso la società di consulenza Nelson e Warren a Columbus, Ohio. Milgrom divenne membro della Society of Actuaries nel 1974. Nel 1975, si iscrisse alla Stanford University ottenendo un master  in statistica nel 1978 e un dottorato di ricerca in economia nel 1979.

## Carriera accademica
Milgrom ha insegnato alla Kellogg School of Management della Northwestern University dal 1979 al 1983. Faceva parte di un gruppo di professori tra cui il futuro premio Nobel Roger Myerson, Robert B. Wilson, Bengt Holmstrom, Nancy Stokey, Robert J. Weber, John Roberts e Mark Satterthwaite che contribuirono a portare la teoria dei giochi e l'economia dell'informazione a sostenere una vasta gamma di problemi in economia come prezzi, aste, mercati finanziari e organizzazione industriale. 
Weber ha raccontato la sua collaborazione con Milgrom. Durante quello che doveva essere un breve incontro per riflettere su un problema affrontato da Weber, Milgrom ebbe un'intuizione chiave. Weber scrisse: "E lì, nel giro di pochi minuti, c'era il cuore dei nostri primi due documenti congiunti". 
Dal 1982 al 1987, Milgrom è stato professore di economia e management all'Università di Yale. Nel 1987, è tornato d insegnare economia alla Stanford University.
Milgrom ha ricoperto incarichi editoriali presso l'American Economic Review, Econometrica e il Journal of Economic Theory.  Divenne membro della Econometric Society nel 1984 e dell'American Academy of Arts and Sciences nel 1992.  Nel 1996, ha tenuto la conferenza commemorativa del Nobel in onore del vincitore William Vickrey, morto tre giorni dopo l'annuncio del premio. Nel 2006, Milgrom è stato eletto alla National Academy of Sciences.